# Finn (Vorname)

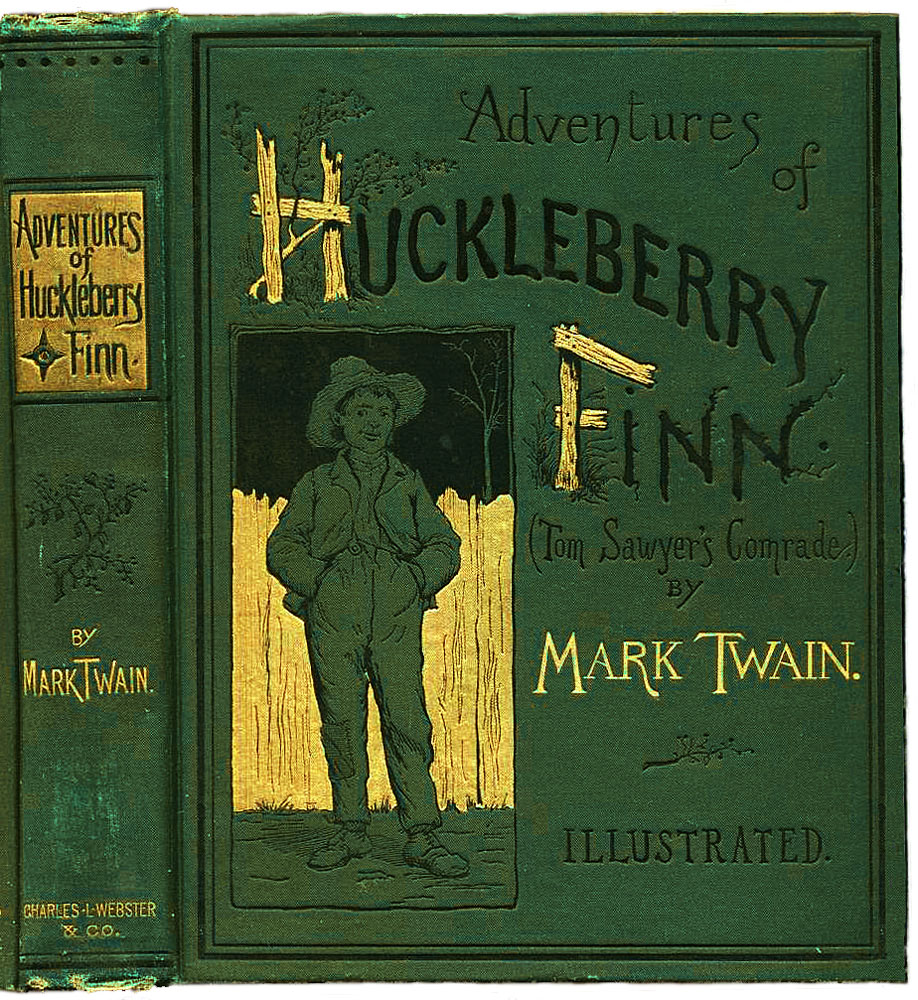
Einband des Buches Huckleberry Finn von Mark Twain

Finn ist ein überwiegend männlicher Vorname, der je nach Herkunft eine unterschiedliche Bedeutung hat.

## Herkunft und Bedeutung
Der Name Finn ist entweder irisch-gälischen oder altnordischen Ursprungs.
Als irischer Name leitet er sich vom altirischen Wort finn „weiß“, „blond“, „gesegnet“ ab.
Als nordischer Name geht er auf den altnordischen Namen Finnr zurück, mit der Bedeutung „Wanderer/Wanderin“ oder auch „Vagabund/in“ (eigentlich „Finder/in“). Später wurde die Bedeutung auf das Volk der Samen enggeführt. In der altisländischen Sagaliteratur tragen samische Protagonisten diesen Namen, der bis heute in Skandinavien vergeben wird.

## Verbreitung

### International
In den USA stieg die Popularität des Namens in den 2000er Jahren sprunghaft an. Wurde der Name im vergangenen Jahrtausend nur sporadisch vergeben, ist er mittlerweile mäßig verbreitet. Der Name kommt in Kanada seit Mitte der 1990er Jahre jedes Jahr in den Hitlisten vor und wird von Jahr zu Jahr beliebter. In den letzten Jahren liegt er konstant in den Top-200. In Australien gehört der Name seit 2005 fast durchgängig zu den 100 beliebtesten Jungennamen. Im Jahr 2021 lag er auf Rang 43 der Hitliste. In Neuseeland gelang dem Namen bereits im Jahr 1998 der Einzug in die Top 100 der Vornamenscharts, wo er direkt auf Rang 79 landete. Zuletzt belegte der Name Rang 25 (Stand 2021). In England und Wales steigt die Beliebtheit des Jahres seit den 1990er Jahren an. Im Jahr 2020 belegte er Rang 73 der Vornamenscharts. In Schottland ist der Name populärer (Rang 18, Stand 2021). In Nordirland gehört der Name sogar zu den 10 beliebtesten Jungennamen. Auch in Irland ist der Name weit verbreitet. Seit 2001 gehört er zu den 100 am meisten vergebenen Jungennamen. Mit Rang 6 erreichte der Finn im Jahr 2020 seine bislang höchste Platzierung in den Hitlisten.
In Belgien erreichte Finn bereits im Jahr 2009 eine Top-100-Platzierung, verließ die Hitliste jedoch im darauffolgenden Jahr wieder, nur um im Jahr 2011 mit Rang 50 einen plötzlichen Aufschwung zu erleben. Im Jahr 2020 verfehlte Finn mit Rang 11 nur knapp den Einzug in die Top-10 der Vornamenscharts. Der Name ist in Frankreich eher mäßig beliebt, er wird seit Mitte der 2000er Jahre jährlich vergeben, jedoch in einem geringen Umfang. In den Niederlanden wird der Name seit Mitte der 1930er Jahre alljährlich vergeben, er war bis zur Jahrtausendwende ein mäßig beliebter Name. Danach stieg die Popularität stark an, seit 2002 liegt er stets in den Top-100. Im Jahr 2024 lag der Name auf Rang 11.
Finn ist auch in Schweden, Norwegen und Dänemark ein weit verbreiteter Name, hat jedoch den Höhepunkt seiner Beliebtheit bereits hinter sich. Sehr selten wird der Name in Schweden auch als Frauenname vergeben.

### Deutscher Sprachraum
Der Name Finn ist im deutschen Sprachraum derzeit sehr beliebt. In Österreich kommt der Name seit 1987 in der Namensgebung vor, seit der Jahrtausendwende wurde er immer populärer und gehört seit 2014 dauerhaft zu den Top-50. Im Jahr 2023 belegte er Rang 39 der Vornamenscharts. In den letzten 10 Jahren wurde der Name rund 2.300 Mal gewählt. Der Name tauchte in der Schweiz von 1942 bis Mitte der 1980er Jahre sporadisch in der Namensgebung auf. Seit Ende der 1980er Jahre wird er jährlich bei der Namenswahl berücksichtigt. Seine Beliebtheit stieg nach den 1990er Jahren stetig, seit 2006 befindet sich der Name dauerhaft in den Top-100. Im Jahr 2023 schaffte er es auf Rang 33. Von 1930 bis 2023 wurde er circa 3.200 Mal vergeben.
In Deutschland war der Name Finn vor den 1980er Jahren kaum verbreitet. In den 1990er Jahren gewann er rasch an Popularität und hat sich seitdem unter den beliebtesten Vornamen des Landes etabliert. Im Jahr 2021 belegte er Rang 4 der beliebtesten Erstnamen und wurde an 1,18 % der neugeborenen Jungen vergeben. In der Region Norddeutschland (Postleitzahlbereich 16000 bis 29999) erreichte er sogar die Spitzenposition. Die Schreibweise Finn wird mit etwa 70 % der Namensträger deutlich häufiger gewählt als Fynn (ca. 30 %).

## Varianten

### Männliche Varianten
- Bretonisch (Diminutiv). Gwenneg, Winoc
- Deutsch: Fynn
- Irisch: Finnian, Fionn
  - Altirisch: Finnén
  - Diminutiv: Fionnán
- Walisisch: Gwynn, Gwyn, Wyn, Wynn, Wynne

### Weibliche Varianten
- Bretonisch: Gwenn
- Englisch: Fiona
- Deutsch: Fiona
- Walisisch: Gwen

### Verwandte Namen

#### Männliche Namen
- Englisch: Finnegan, Finley
- Irisch: Fionnagán, Finbar, Fionnbharr, Fintan, Fionntan
- Schottisch-Gälisch: Fionnlagh, Finlay

#### Weibliche Namen
- Altnordisch: Finna
- Deutsch: Viona
- Englisch: Viona
- Irisch: Fionnuala, Finnuala, Finola, Fionola
  - Mythologie: Finnguala, Fionnghuala
  - Diminutiv: Nuala
- Schottisch-Gälisch: Fenella, Finella, Fionnghal

## Namenstag
Der Namenstag von Finn wird in Norwegen und Schweden am 16. Oktober, in Finnland am 26. September gefeiert.

## Namensträger

### Namensform:Fionn
- Fionn mac Cumhaill (anglisiert Finn MacCool; † 286 n. Chr.), legendärer Anführer der Kelten in Irland
- Fionn O’Shea (* 1997), irischer Filmschauspieler
- Fionn Regan (* 1979), irischer Liedermacher
- Fionn Whitehead (* 1997), britischer Schauspieler

### Namensform:Fin
- Fin Argus (* 1998), US-amerikanischer Filmschauspieler, Musiker und Singer-Songwriter
- Fin Bartels (* 1987), deutscher Fußballspieler

### Namensform:Finn
- Finn Alnæs (1932–1991), norwegischer Schriftsteller
- Finn Bjørnseth (1924–1973), norwegischer Schriftsteller
- Finn Carling (1925–2004), norwegischer Schriftsteller
- Finn Carter (* 1960), US-amerikanische Schauspielerin
- Finn Cole (* 1995), britischer Schauspieler
- Finn Dahmen (* 1998), deutscher Fußballtorwart
- Finn Dittelbach (* 1990), deutscher Volleyball- und Beachvolleyballspieler
- Finn von Eyben (* 1944), dänischer Internist sowie Jazz- und Improvisationsmusiker (Kontrabass, Komposition)
- Finn Fuglestad (* 1942), norwegischer Historiker
- Finn Olav Gundelach (1925–1981), dänischer Diplomat
- Finn Gustavsen (1926–2005), norwegischer Sozialist und Politiker
- Finn Haunstoft (1928–2008), dänischer Kanute
- Finn Holsing (* 1983), deutscher Fußballspieler
- Finn Hummel (* 2001), deutscher Handballtorwart
- Finn Christian Jagge (1966–2020), norwegischer Skirennläufer
- Finn Jones (* 1988), britischer Schauspieler
- Finn Kristensen (* 1936), norwegischer Politiker
- Finn E. Kydland (* 1943), norwegischer Ökonom und Nobelpreisträger
- Finn Lambrechts (1900–1956), norwegischer Offizier, Generalleutnant der Luftstreitkräfte
- Finn B. Larsen (1920–2009), dänischer Luftfahrtmanager
- Finn Lemke (* 1992), deutscher Handballspieler
- Finn Martin (* 1983), deutscher Popsänger
- Finn Mortensen (1922–1983), norwegischer Komponist, Musikkritiker und Hochschullehrer
- Finn Nielsen (1913–1995), dänischer Landshøvding von Grönland
- Finn Nielsen (* 1937), dänischer Schauspieler
- Finn Porath (* 1997), deutscher Fußballspieler
- Finn Reske-Nielsen (* 1950), dänischer Diplomat
- Finn Roberts (* 1996), US-amerikanischer Schauspieler
- Finn Ronne (1899–1980), norwegisch-US-amerikanischer Antarktisforscher
- Finn Russell (* 1992), schottischer Rugby-Union-Spieler
- Finn Salomonsen (1909–1983), dänischer Ornithologe
- Finn Skårderud (* 1956), norwegischer Psychiater, Psychotherapeut, Autor und Hochschullehrer
- Finn Søeborg (1916–1992), dänischer Schriftsteller und Humorist
- Finn Storgaard (* 1943), dänischer Schauspieler.
- Finn Tugwell (* 1976), dänischer Tischtennisspieler
- Finn Wittrock (* 1984), US-amerikanischer Schauspieler
- Finn Wolfhard (* 2002), kanadischer Schauspieler
- Finn Wullenweber (* 1997), deutscher Handballspieler
- Finn Zetterholm (* 1945), schwedischer Liedermacher und Schriftsteller

#### Verwendung als Name einer Kunstfigur
- Finn, Hauptperson der Serie Adventure Time – Abenteuerzeit mit Finn und Jake
- Huckleberry Finn von Mark Twain
- Finn, Figur aus Star Wars: Das Erwachen der Macht

### Namensform:Fynn
- Fynn Arkenberg (* 1996), deutscher Fußballspieler
- Fynn Fischer (* 1999), deutscher Basketballspieler
- Fynn Gutzeit (* 1990), deutscher Fußballspieler
- Fynn Henkel (1996–2015), deutscher Schauspieler
- Fynn Holpert (* 1967), deutscher Handballtorwart und Manager
- Fynn Kliemann (* 1988), deutscher Musiker, Autor und YouTuber
- Fynn-Luca Nicolaus (* 2003), deutscher Handballspieler
- Fynn Ranke (* 1993), deutscher Handballspieler
- Fynn Malte Schröder (* 1997), deutscher Handballspieler

#### Verwendung als Künstlername
- Fynn, Pseudonym des Autors des Buches „Hallo, Mister Gott, hier spricht Anna“

#### Verwendung als Name einer Kunstfigur
- Fynn Fish aus Kamikaze Kaito Jeanne von Arina Tanemura